# Korenjak (Słowenia)
Korenjak – wieś w Słowenii, w gminie Zavrč. W 2018 roku liczyła 119 mieszkańców.